# Erinnerungen an glückliche Tage
Erinnerungen an glückliche Tage ist ein autobiographisch geprägter Roman von Julien Green. Der aus dem Nachlass des 1998 verstorbenen Autors publizierte Band thematisiert die Kindheit des kleinen amerikanischen Jungen in Paris am Beginn des 20. Jahrhunderts. Der Text erschien in einer frühen Fassung bereits 1942 in englischer Sprache unter dem Titel Memories of Happy Days bei Harper Collins in New York und 2007 erstmals in französischer Sprache (Souvenirs des jours heureux). In deutscher Sprache erschien das Buch 2008 in der Übersetzung von Elisabeth Edl im Hanser Verlag.

## Hintergrund
In der zweiten Hälfte des Jahres 1939 hielt sich Julien Green in den Vereinigten Staaten auf und schrieb für den Pariser Figaro die Artikelserie L'Amérique et cette guerre, in der er französischen Lesern die US-amerikanische Politik zu erklären versuchte. Ein halbes Jahr nach seiner Rückkehr nach Paris überfielen die deutschen Truppen Frankreich. Über Bordeaux floh Green in Lissabon, um per Schiff wieder nach Amerika zu gelangen. Erst im Herbst 1945 kehrte er nach Paris zurück. Während dieses Amerikaaufenthaltes veröffentlichte Julien Green auf Englisch Jugenderinnerungen unter dem Titel Memories of Happy Days. „Sie waren eine Liebeserklärung an Frankreich – und der Versuch, die Amerikaner davon zu überzeugen, dass es sich lohnte, für dieses Frankreich und für das alte Europa in den Krieg zu ziehen“, schrieb Wolf Lepenies in der Welt.
Green übersetzte später die Erinnerungen selbst ins Französische, jedoch wurden die Souvenirs des jours heureux erst 2007 aus seinem Nachlass veröffentlicht.
Beim Übersetzen hat Green leichte Veränderungen vorgenommen, so hat er „sich die Freiheit genommen, in seinem Buch dem Rhythmus der französischen Sprache zu folgen,“ schrieb Elisabeth Edl im Nachwort der deutschsprachigen Ausgabe (2008). Edls Übersetzung folgt der französischen Ausgabe, wobei das amerikanische Original durchweg verglichen wurde. Es wurde auch das stilistische Merkmal dieser Ausgabe übernommen, bestimmte französische Begriffe oder Wörter als „Farbtupfer“ in der Originalsprache beizubehalten. Die deutsche Ausgabe enthält auch das Vorwort der amerikanischen Originalausgabe, erklärt sie doch „sowohl die historische Situation als auch die Absicht, mit der sich Green ans Schreiben gemacht hatte“, schrieb Edl.
Inhaltlich überschneidet sich das Buch mit seiner Autobiografie Junge Jahre, deren erster Band 1963 erschien und in der Julien Green ebenfalls von seiner Pariser Jugend erzählte. Die Übersetzerin Elisabeth Edl wies darauf hin, dass es sich um zwei völlig verschiedene Bücher handelt: Junge Jahre sei „der Rückblick eines berühmten Mannes, Erinnerungen an glückliche Tage ist das Werk eines Vierzigjährigen, der einen großen Teil seiner Schriftstellerlaufbahn noch vor sich hat.“ Julien Green hat dieses Buch 1942 auf Englisch für ein amerikanisches Publikum geschrieben, in der Hoffnung, Begeisterung für die französische Kultur und Lebensart zu wecken, die im Krieg gegen Deutschland unterzugehen drohte.

## Inhalt
Green beschrieb in seinem Erinnerungsbuch seine Kindheit als kleiner amerikanischer Junge in Paris am Beginn des 20. Jahrhunderts. Der Autor porträtiert in seinen Erinnerungen die Belle Époque in Paris, das Klappern der Pferdehufe auf dem Pflaster, den Alltag ohne Radio und Telefon, die Schrecken eines strengen, unmenschlichen Schulsystems und die Geborgenheit in der bürgerlichen Familie. Erst als Frankreich in den Ersten Weltkrieg zieht, bricht auch für ihn ein neues Zeitalter an.

## Rezeption
„Weil er ganz sachlich und ohne stilistische Anstrengung schrieb, gelang Julien Green mit seinen Erinnerungen ein kleines Meisterwerk“ schrieb Wolf Lepenies in der Welt. „Das Glück des Autors teilt sich dem Leser mit - nicht zuletzt, weil Green hier die dunklen Themen seiner Romane und persönliche Probleme wie den Umgang mit seiner Homosexualität gänzlich ausspart. Die Beschwingtheit der Prosa und die heitere Gelassenheit des Autors lassen in der Tat an einen [anderen] ‚Amerikaner in Paris‘ denken - an das Tanzwunder Gene Kelly in Vincente Minnellis Musical.“

## Ausgaben
- Memories of Happy Days. Harper Collins, New York 1942
- Memories of Happy Days. J. M. Dent - The Book Society, London 1944
- Souvenirs des jours heureux. Flammarion, Paris 2007. ISBN 978-2-08-120487-4
- Erinnerungen an glückliche Tage. Aus dem Französischen von Elisabeth Edl. Hanser, München 2008. ISBN 978-3-446-23058-3